# Maidu
Maidu (Meidoo), Pleme Pujunan Indijanaca kalsificirano u Veliku penutsku porodicu indijanskih jezika, i nastanjenih u dolini Sacramenta, točnije Feathera i Americana, Kalifornija. Maidu su jedino pleme porodice Pujunan, ali podijeljeni na tri 
geografske grupe koje se satoje od niza lokanih ogranaka. Glavne Maidu grupe su Nisenan ili Southern Maidu, danas u okruzima Yuba, Nevada, Placer, Sacramento i El Dorado. Northwestern ili Konkow Maidu, danas u okruzima Butte i Yuba i Northeastern Maidu ili Maidu u užem smislu, zvani i Mountain Maidu, danas u okruzima Plumas i Lassen. -Jedna manja grupa Maidu Indijanaca govorila je jezikom valley maidu, ali su iščezli. 
Danas između 1,700 i 2,500 Maidu Indijanaca žive na rezervatima Auburn, Berry Creek, Chico, Enterprise, Greenville, Mooretown, Shingle Springs i Susanville i Round Valley. Na rezervatu Auburn Rancheria žive s Miwok Indijancima organizirani kao United Auburn Indian Tribe. Na federalnom rezervatu Berry Creek Rancheria u Berry Creek Canyonu blizu Orovillea živi oko 300 Maidu Indijanaca. Rezervat Enterprise je raseljen, i na njemu je živjela tek jedna osoba. U okružjima Plumas i Tehama nalazi se federalni rezervat Greenville, s populacijom od dvadesetak Maidua. Konkow s Maidu Indijancima žive na federalnom rezervatu Mooretown Rancheria blizu Orovillea. Pleme Nisenan je na federalnom rezervatu Shingle Springs u okrugu El Dorado, ali poglavito žive van rezervata (oko 180) i blizu 60 na rezervatu. Na rezervatima Round Valley i Susanville Rancheria živi više plemena.

## Ime
Ime Maidu je riječ koja u njihovom jeziku znači 'čovjek' "man."

## Podjela
Tri glavne grupe Maidu Indijanaca su:
- Konkow (Concow, Konkau, Northwestern Maidu; Sjeverozapadni Maidu), koji se sastoje od više manjih tribeleta a po dr. Kroeberu koji ih je dobio od jednog polukrvog Wintuna koji je živio s Chico Maidu Indijancima, to su, viz.: Batsi', E'sken, Ku'lu, Micho'pdo, Mu'li, O'da-wi, Pi'nhuk, Shi'udu, Su'`nusi, Ts'ךno (Ch'ך'no), Shi'da-wi i Yu'pu. -Posljednji naziv u stvari označava selo Nisenana.

- Maidu

Maidu vlastiti imali su 7 sela, (Kroeber): 1) Oidoing-koyo; 2) Nakong-koyo (kod Swantona Nakangkoyo); 3) Hopnom-koyo; 4) Ko-tasi; 5) Tasi-koyo; 6) Yota-moto; 7) Silong-koyo.
- Nisenan (Nishinam, Neeshenam)

Nisenan ili Southern Maidu imali su najveći broj naselja. Kroeber (1925) navodi nekompletnu listu tribeleta: Yupu s ušća Yube u Feather; Kochuk i Yokol-Liman-Hokok ( možda su isti); Wolok ili Ola, na istočnoj obali Sacramenta, kod ušća Feathera; Leuchi; Wiyuna; Totola ili Nawean; Pujune, na American Riveru; Sek ili Sekumne; Kadeina i vjerojatno skupine s gornjeg Americana; Sama.
Hodge navodi sljedeće Maidu skupine: Cohes, Cushna, Hoitda, Honkut, Kiski, Konkau, Kulomum, Molma, Nimsewi, Pakamali, Tsaktomo, Tsamak, Tsulumsewi, Tummeli, Ustoma, Willi, Yumagatok i Yunu.
Prema Powersu,   'principal tribes'  su: Bayu, Boka, Eskin, Hélto, Hoak, Hoankut, Hololúpai, Ku´lmeh, Kulomum, Kwatóa, Nakum, Olla, Otaki, Paupákan, Pusúna, Taitchida, Tíshum, Toámtcha, Tosikoyo, Toto, Ustóma, Wapúmni, Wima i Yuba.

## Sela
Maidu su svoja sela podizali uz vodene tokove, i bila su veoma brojna. 
Kod Nisenana to su bila: Bamo, Bushamul, Chapa, Chikimisi, Chuemdu, Ekele-pakan, (Helto) za ovo Swanton misli da je pripadalo Konkowima, Hembem, Homiting, (Honkut) vrijedi isto kao za Hoko, Indak, Intanto, Kaluplo, Kapaka, Kolo-ma, Kulkumish, Kushna, Lelikian, Lidlipa, Mimal, Molma, Mulamchapa, Okpa, Ola, Oncho-ma, Opelto, Opok, Pakanchi, Pan-pakan, Pitsokut, Pulakatu, Pushuni, Seku-mni, Shokumimlepi, Shutamul, Sisum, Siwim-pakan, Solakiyu, Taisida, Talak, (Tomcha) vrijedi isto kao za Helto, Tonimbutuk, (Toto) vrijedi isto kao za Helto, Tsekankan, Tumeli, Usto-ma, Wapumni, Wokodot, Woliyu, Yalisu-mni, Yamak, Yikulme, Yodok, Yokolimdu,  Yükülü, Yupu.
Sjeverozapadni Maidui ili Konkowi imali su sela: Bahyu, Bauka, Bayu, Benkümkümi, Botoko, Eskini, Hoholto, Hokomo, Kalkalya, Konkau, Kulayapto, Michopdo, Nim-sewi, Ololopa, Otaki, Paki, Tadoiko, Taichida, Taikus, Toto-ma, Tsaktomo, Tsam-bahenom, Tsuka, Tsulum-sewi, Yauku, Yuma, Yunu.

## Etnografija
Maidu su skupina autonomnih grupa i tribeleta kalifornijskog kulturnog područja, od kojih svaka ima svoj vlastiti teritorij, koje djeluju kao samostalne jedinice. Slično drugim srednje-kalifornijskim plemenima prakticiraju kuksu-kult, poznaju tajna društva i ezoterične obrede, koje održavaju zakrabluljeni i zamaskirani članovi u, za to posebno namijenjenim prostorijama, prekrivenim zemljom. 
Osim autonomnih skupina, Maidui nisu imali drugog sistema socijalnih grupa. Postojale su i poglavice, a kod Južnih skupina on je nasljedan. 
Maidu Indijanci  'žeteoci'  su žira i sakupljači sjemenja. Uz žir, koji je temelj prehrane zbog toga što daje sirovinu za izradu brašna od kojega se pekao 'acorn bread' (kruh od žira), oni su i lovili jelene, zečeve, divlje guske i patke i bavili se ribolovom, osobito lososa i jegulja. 
Ovisno o staništu (planine ili doline), razlikovala se Maidu-nastamba. Kod Maidua iz doline to je bila zemljom prekrivena komunalna nastamba, dok se kod planinskih grupa javljaju štitnici od granja ili koliba od kore drveta. 
Šamanizam je kod Maidua nasljedan, ali, kaže Mircea Eliade, ta se sposobnost stiče 'tek pošto se u snu vide duhovi.' Maidu-šaman je najvažnija osoba ove zajednice. nakon što su ga 'ubili'  'ljekarijom-otrovom'  neofit postaje sposoban bez bola drži u ruci užareno kamenje. Ove moći Maidu-šamana, nisu osamljen slučaj, i uočene su kod više zajednica Sjevernoameričkih Indijanaca.

## Vanjske poveznice
- Maidu  Arhivirana inačica izvorne stranice od 26. rujna 2007. (Wayback Machine)
- Swanton
- Maidu Indian Tribe History